# Ctenophthalmus quadratus
Ctenophthalmus quadratus är en loppart som beskrevs av Liu Chiying et Wu Houyong 1960. Ctenophthalmus quadratus ingår i släktet Ctenophthalmus och familjen mullvadsloppor. Inga underarter finns listade i Catalogue of Life.